# Malesherbes, Loiret

Malesherbes este o comună în departamentul Loiret din centrul Franței. În 1 ianuarie 2018 avea o populație de 6.089 de locuitori.